# Keirin masculin aux Jeux olympiques d'été de 2008
Navigation
Athènes 2004 Londres 2012
Le keirin masculin, épreuve de cyclisme sur piste des Jeux olympiques d'été de 2008, a lieu le 16 août 2008 sur le Vélodrome de Laoshan de Pékin. La course est remportée par le coureur britannique Chris Hoy.

## Résultats
REL = disqualifié, DNF = n'a pas terminé la course, DNS = n'a pas commencé la course

### Tour préliminaire
| Rang | Cycliste          | Pays            |
| ---- | ----------------- | --------------- |
| 1    | Chris Hoy         | Grande-Bretagne |
| 2    | Carsten Bergemann | Allemagne       |
| 3    | Toshiaki Fushimi  | Japon           |
| 4    | Grégory Baugé     | France          |
| 5    | Kamil Kuczyński   | Pologne         |
| 6    | Denis Dmitriev    | Russie          |

| Rang | Cycliste           | Pays      |
| ---- | ------------------ | --------- |
| 1    | Azizul Hasni Awang | Malaisie  |
| 2    | Shane Kelly        | Australie |
| 3    | Teun Mulder        | Pays-Bas  |
| 4    | Andrei Vynokurov   | Ukraine   |
| 5    | Sergey Polynskiy   | Russie    |
| 6    | Yong Feng          | Chine     |

| Rang | Cycliste           | Pays               |
| ---- | ------------------ | ------------------ |
| 1    | Ross Edgar         | Grande-Bretagne    |
| 2    | Josiah Ng          | Malaisie           |
| 3    | Kiyofumi Nagai     | Japon              |
| 4    | Denis Špička       | République tchèque |
| 5    | Christos Volikakis | Grèce              |
| REL  | Roberto Chiappa    | Italie             |

| Rang | Cycliste                | Pays       |
| ---- | ----------------------- | ---------- |
| 1    | Ryan Bayley             | Australie  |
| 2    | Theo Bos                | Pays-Bas   |
| 3    | Giddeon Massie          | États-Unis |
| 4    | Arnaud Tournant         | France     |
| 5    | Athanasios Mantzouranis | Grèce      |
| 6    | Ricardo Lynch           | Jamaïque   |
| 7    | Maximilian Levy         | Allemagne  |

### Repêchage
| Rang | cycliste           | Pays   |
| ---- | ------------------ | ------ |
| 1    | Arnaud Tournant    | France |
| 2    | Christos Volikakis | Grèce  |
| 3    | Yong Feng          | Chine  |
| 4    | Toshiaki Fushimi   | Japon  |

| Rang | cycliste        | Pays               |
| ---- | --------------- | ------------------ |
| 1    | Kamil Kuczyński | Pologne            |
| 2    | Denis Špička    | République tchèque |
| 3    | Denis Dmitriev  | Russie             |
| REL  | Teun Mulder     | Pays-Bas           |

| Rang | cycliste         | Pays     |
| ---- | ---------------- | -------- |
| 1    | Kiyofumi Nagai   | Japon    |
| 2    | Andrei Vynokurov | Ukraine  |
| 3    | Ricardo Lynch    | Jamaïque |
| 4    | Sergey Polynskiy | Russie   |

| Rang | cycliste                | Pays       |
| ---- | ----------------------- | ---------- |
| 1    | Grégory Baugé           | France     |
| 2    | Maximilian Levy         | Allemagne  |
| 3    | Athanasios Mantzouranis | Grèce      |
| 4    | Giddeon Massie          | États-Unis |
| 5    | Roberto Chiappa         | Italie     |

### Demi-finales
| Rang | cycliste        | Pays            |
| ---- | --------------- | --------------- |
| 1    | Chris Hoy       | Grande-Bretagne |
| 2    | Shane Kelly     | Australie       |
| 3    | Arnaud Tournant | France          |
| 4    | Josiah Ng       | Malaisie        |
| 5    | Grégory Baugé   | France          |
| 6    | Ryan Bayley     | Australie       |

| Rang | cycliste           | Pays            |
| ---- | ------------------ | --------------- |
| 1    | Ross Edgar         | Grande-Bretagne |
| 2    | Kiyofumi Nagai     | Japon           |
| 3    | Carsten Bergemann  | Allemagne       |
| 4    | Azizul Hasni Awang | Malaisie        |
| DNF  | Theo Bos           | Pays-Bas        |
| DNF  | Kamil Kuczyński    | Pologne         |

### Finales
| Rang | Cycliste           | Pays      |
| ---- | ------------------ | --------- |
| 7    | Grégory Baugé      | France    |
| 8    | Ryan Bayley        | Australie |
| 9    | Josiah Ng          | Malaisie  |
| 10   | Azizul Hasni Awang | Malaisie  |
| 11   | Kamil Kuczyński    | Pologne   |
| DNS  | Theo Bos           | Pays-Bas  |

| Rang | Cycliste          | Pays            |
| ---- | ----------------- | --------------- |
| 1    | Chris Hoy         | Grande-Bretagne |
| 1    | Ross Edgar        | Grande-Bretagne |
| 1    | Kiyofumi Nagai    | Japon           |
| 4    | Shane Kelly       | Australie       |
| 5    | Carsten Bergemann | Allemagne       |
| 6    | Arnaud Tournant   | France          |